# Рикменсуэрт (станция)
«Рикменсуэрт» (англ. Rickmansworth) — железнодорожная станция и станция лондонского метро на линии Метрополитен. Станция относится к 7 тарифной зоне. Находится в городе Рикменсуэрт.

## Галерея

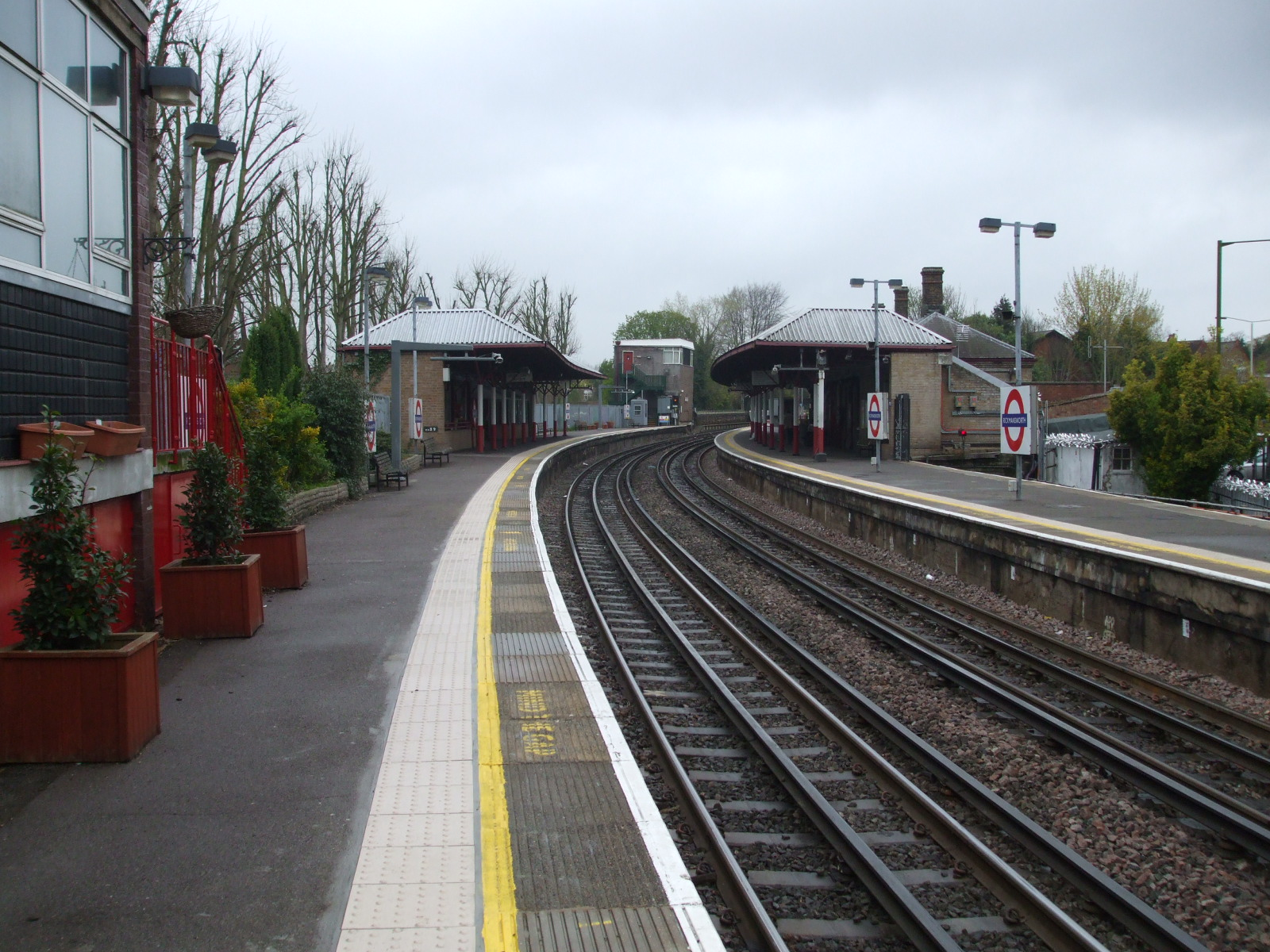
Платформа
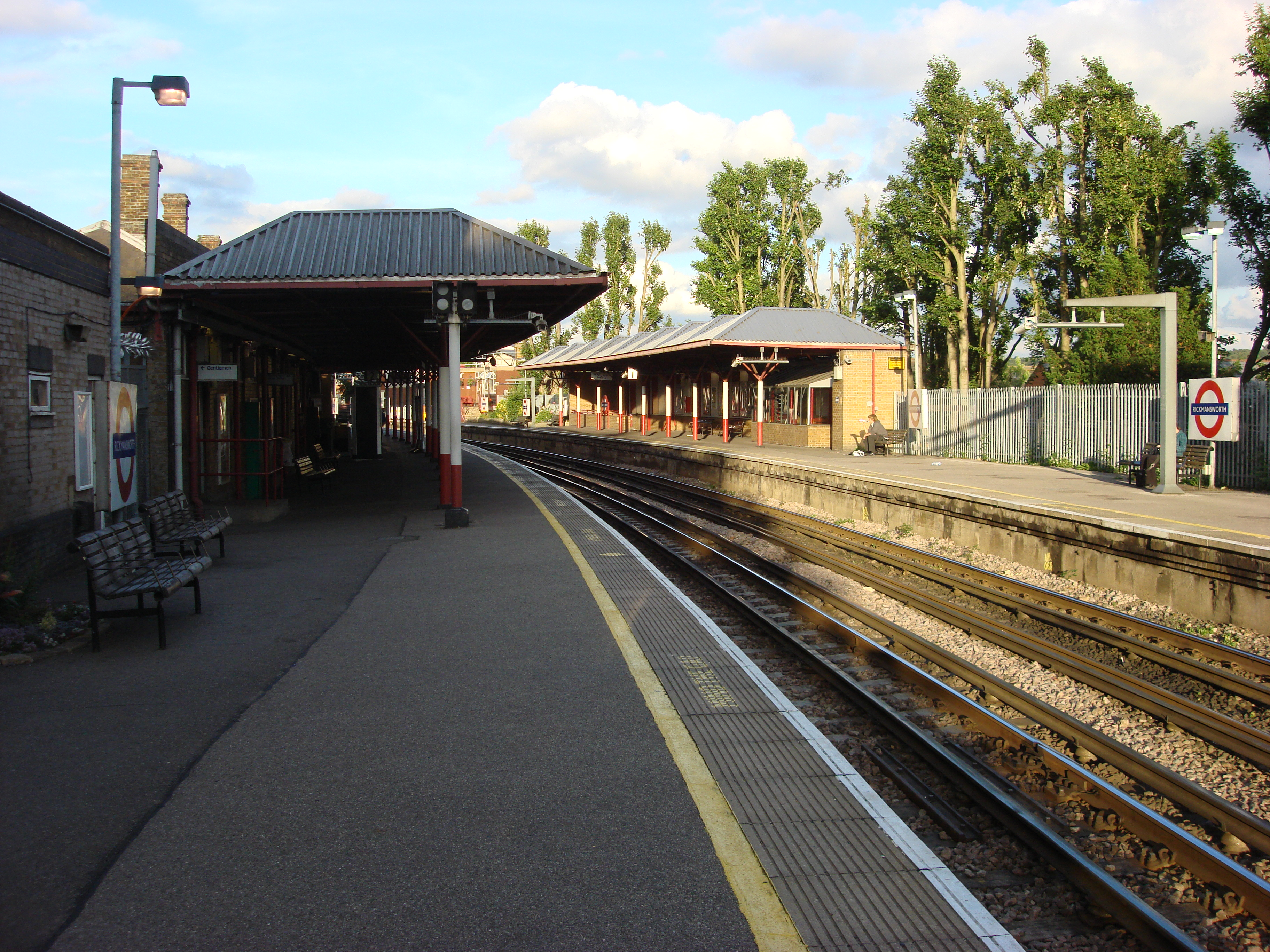
Платформа
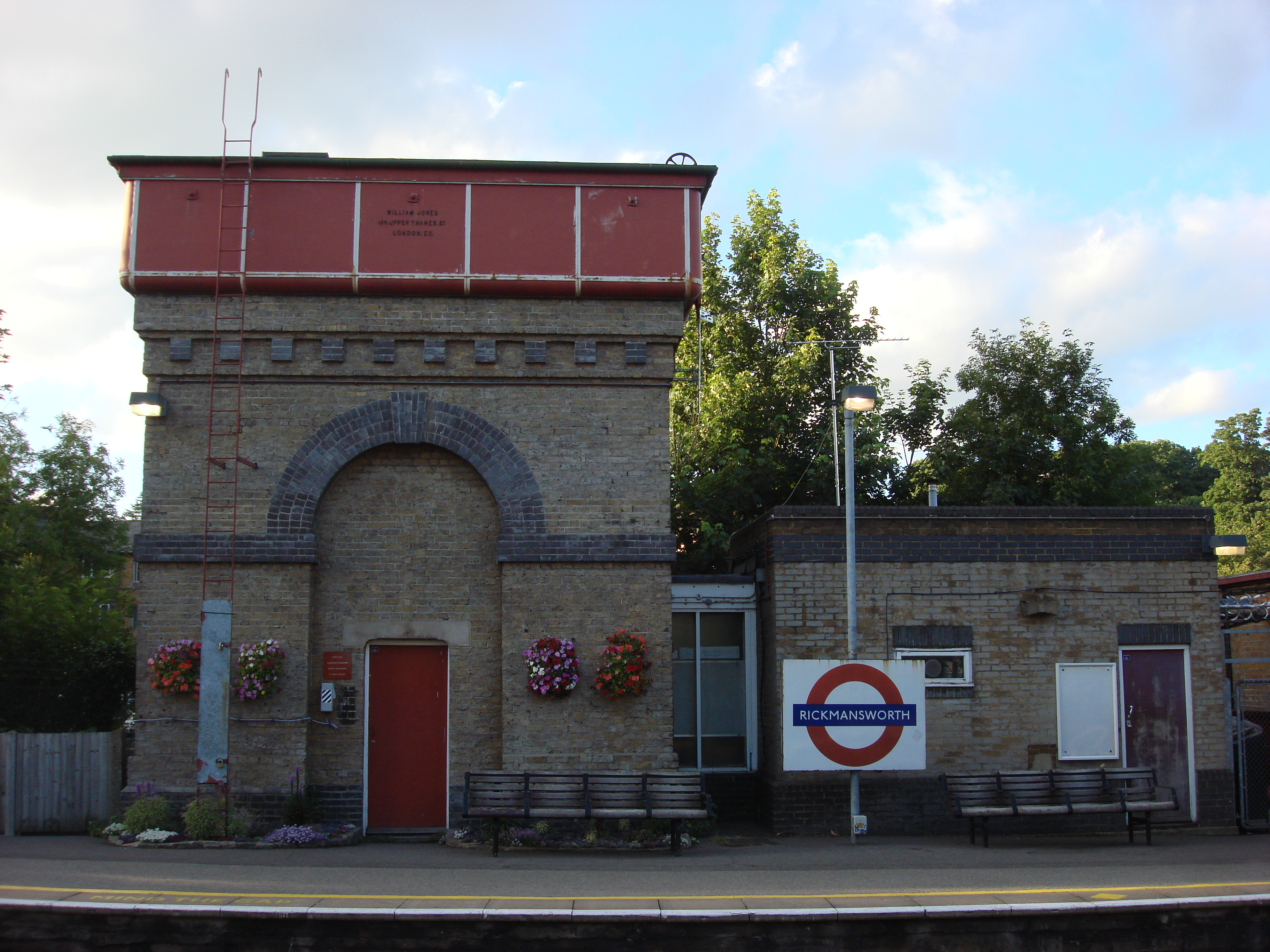
Водонапорная башня на станции
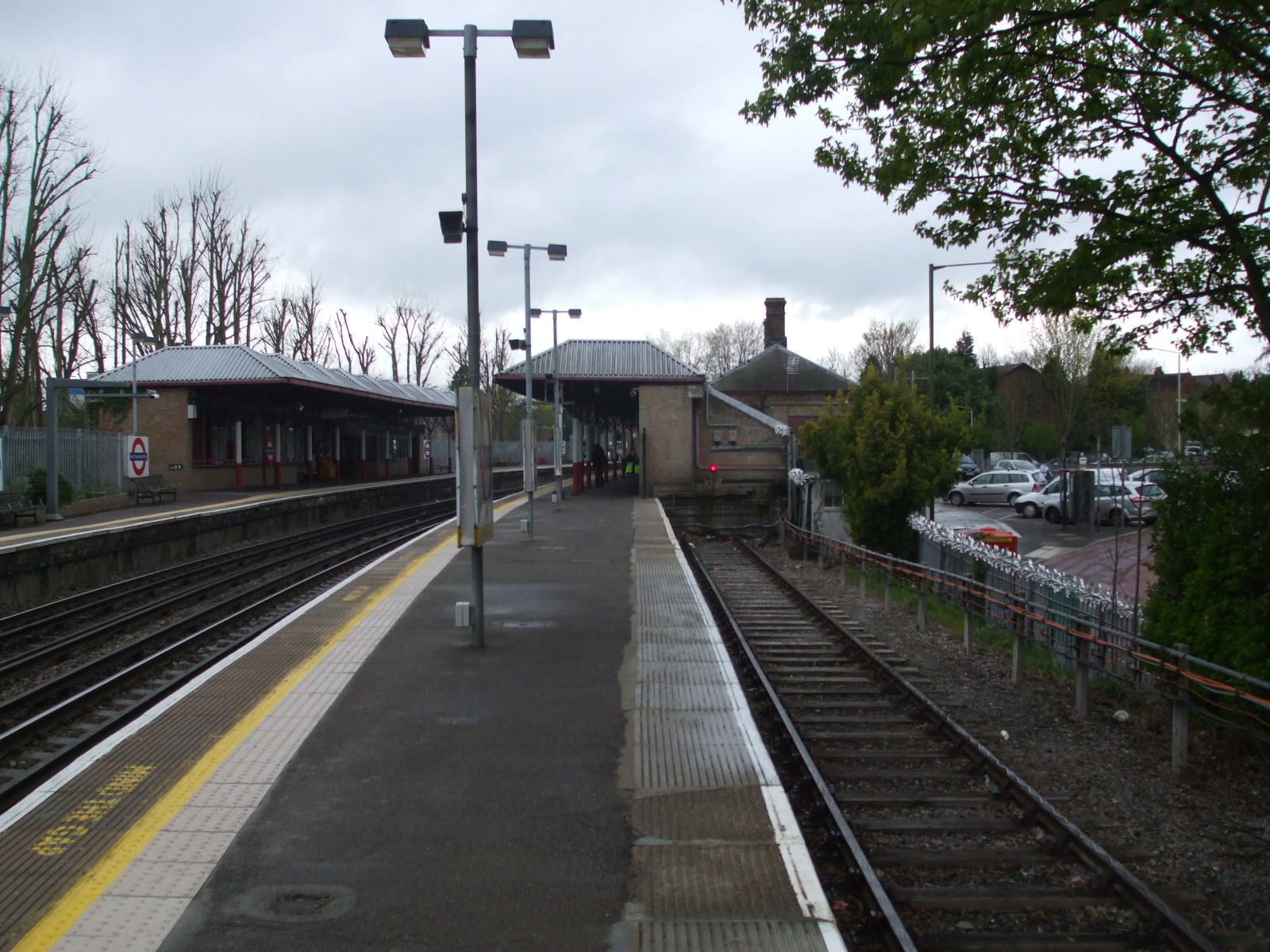
Платформа